# Bruce Normand
Bruce George Alexander Normand (* 1966 in Nottingham) ist ein britischer theoretischer Festkörperphysiker und Bergsteiger.

## Leben
Normand studierte von 1985 bis 1988 an der University of Cambridge und schloss sein Studium dort mit einem Bachelor of Arts in theoretischer Physik ab. Danach wechselte er als Doktorand zum Massachusetts Institute of Technology, wo er 1993 bei Patrick A. Lee promovierte. Seine Doktorarbeit befasste sich mit der Theorie der Hochtemperatursupraleitung. Danach war er in zahlreichen wissenschaftlichen Institutionen als Post-Doktorand, wissenschaftlicher Angestellter und als Gastwissenschaftler tätig. Zwischen den Jahren 2009 und 2016 war er zuerst Visiting Professor, ab 2011 schließlich Distinguished Professor an der Renmin University of China. Zurzeit arbeitet er am Paul-Scherrer-Institut in Villigen.

## Forschung
Bruce Normand arbeitet an der Theorie von Quantenmaterialien, wie zum Beispiel der Elektron-Phonon-Wechselwirkung in Vielelektronen-Systemen sowie an Spinkorrelationen in niederdimensionalen Quantenmagneten. Zudem wirkte er häufig an der Analyse und Interpretation experimenteller Daten an Quantenmaterialien mit.

## Bergsteigen
Während seiner Zeit als Physikstudent am MIT begann Normand mit dem Bergsteigen. Seither bestieg er unter anderem den K2 sowie zahlreiche weitere Gipfel des Himalayas über sechs- und siebentausend Metern ü. d. M. Daneben führten ihn seine Expeditionen auf die höchsten Berge der Anden und der Alpen. Normand gelangen im Laufe der Zeit einige Erstbesteigungen von Bergen, darunter der Phola Kyung, der Kyashar, der Yanamax und der Kangbulu, sowie zahlreiche Erstbegehungen. Für die Erstbegehung der 2650 Meter hohen Nordwand des Xuelian Feng gemeinsam mit den US-amerikanischen Bergsteigern Jed Brown und Kyle Dempster erhielt Normand im Jahr 2010 den Piolet d’Or.
Normand ist unter anderem Mitglied des Akademischen Alpen-Clubs Zürich.
Bei einem Besteigungsversuch des pakistanischen Siebentausenders Ultar Sar im Sommer 2018 mit dem Briten Timothy Miller und dem Österreicher Christian Huber kam es zu einem Unfall, der internationale Aufmerksamkeit erregte. Eine Lawine erfasste ihr 5900 Meter hoch gelegenes Zelt, in dem sie auf besseres Wetter für die Besteigung warteten, und verschüttete sie zwei Meter tief. Während es Miller gelang, sich mit seinen Zähnen aus dem Zelt zu befreien und Normand freizugraben, starb Huber noch unter der Schneedecke. Erst zwei Tage später konnten Miller und Normand von einem Militärhubschrauber der pakistanischen Armee gerettet werden.